# Buljaři

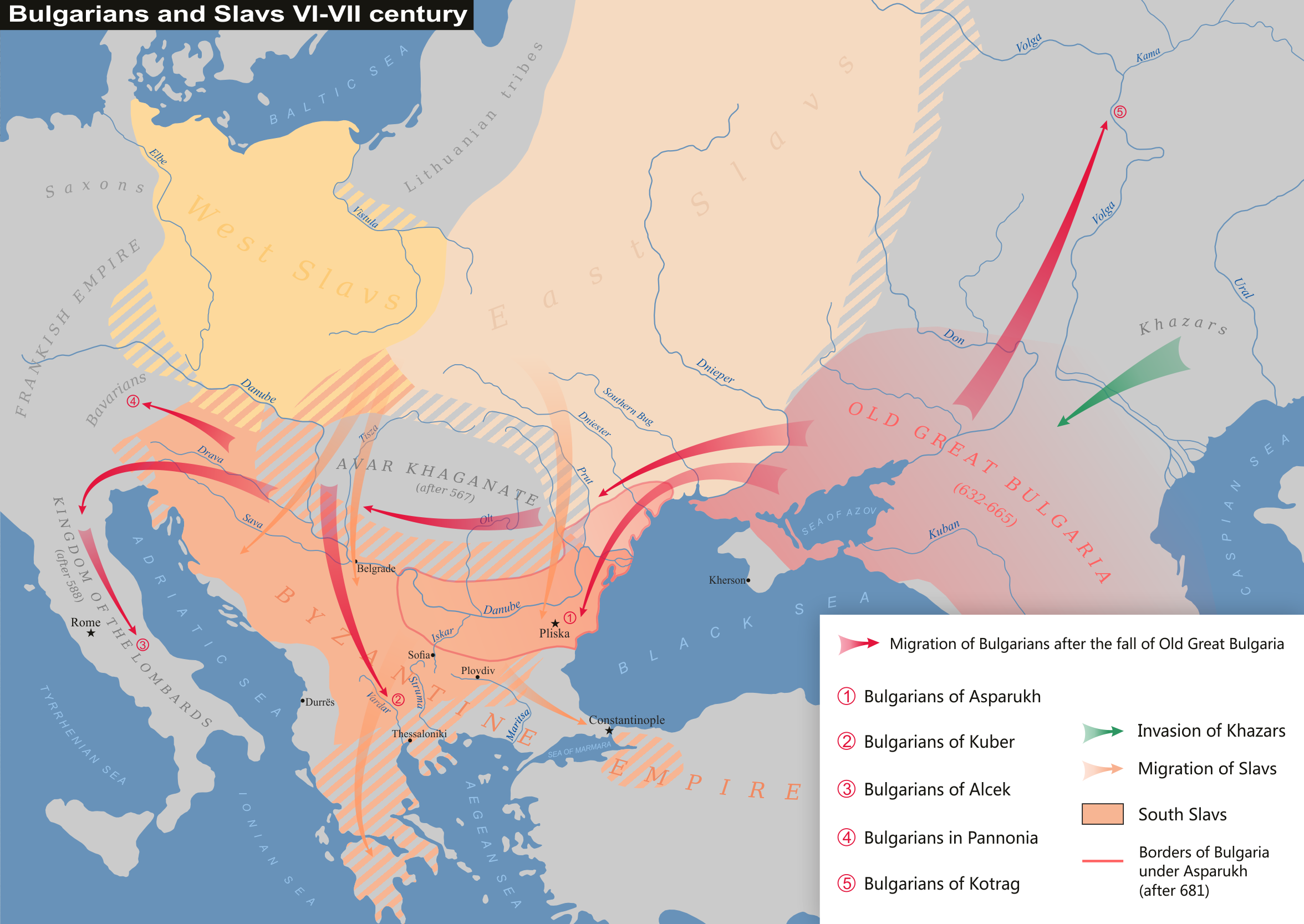
Migrace Bulharů po rozpadu Velkého Bulharska

Buljaři nebo Büläři (tatarsky: Bilärler) byli jedním ze starověkých historických kmenů Ogurských Turků (Turkité) žijících na středním Itilu (Volha). Žili polokočovným způsobem života, jejich jazyk se pohyboval v rozmezí altajské jazykové rodiny a byl součástí historické ogurské větve turkických jazyků. V současnosti se protobulharština řadí do skupiny jazyků Lir nebo obecně nazývaných R z větve ogurských nebo bolgarských jazyků. Od 10. století se Buljaři stali součástí Volžského Bulharska. V 11. až 13. století byla jejich země – Bilär bäklege (Buljarské knížectví v dnešním Alexejevském rajónu v Tatarstánu) – jedním z jeho emirátů. Buljaři tvořili vlastní jádro Hunobulharů (Protobulhaři). O Buljařech je známo, že založili město Bilär. Jejich náboženství byla založeno na tengrismu, který byl původním náboženstvím stepních a kočovných národů.

## Historické dělení Protobulharů
Do 8. století byli Bulhaři a příbuzensky blízké národy rozděleni do čtyř velkých skupin.
1. První skupinu tvořili Dunajští Bulhaři.
2. Druhou skupinou byli Černí Bulhaři, čili západní Bulhaři na Ukrajině. Do této doby jejich stát prošel několika fázemi: knížectvími Altınoba a Duloba, říší Velkého Bulharska (Onogurie) a královstvím Kara Bulgar (683–855).
3. Třetí skupinou byli dagestánští Bulhaři anebo Burdžané. Jejich stát se vyvinul do formy knížectví.
4. Čtvrtá skupina, úzce propojená s bulharskými Utigy, kteří od 1. století žili v regionu středního Itilu (Volha), byli Buljaři. Založili stát, který se také vyvinul do formy knížectví. Vazalem Velkého Bulharska se stalo nejprve Buljarské knížectví a později království Kara Bulgar.

## Kultury středního Povolží
Archeologická historie lidstva zahrnuje několik období, mimo jiné dobu kamennou, dobu železnou a středověk. Sbírka Archeologického muzea Kazaňské státní univerzity má 4000 exponátů a odráží historii a archeologii Volžské a Kamžské oblasti v dávných dobách a ve středověku. Největší sbírky muzea jsou nástroje z doby kamenné, sbírky z doby železné (Ananjinská kultura (8. století př. n. l. – 3. století př. n. l.), Pjanoborská (2. století př. n. l. – 2. století) a Azelianská kultura (3.–5. století) a středověkých pramenů ze středo-volžského a uralského regionu – Imenkovská kultura (4.–7. století), Kušnarenkovská kultura (6.–8. století), Volžské Bulharsko, Ulus Džuči.
Následující materiály mohou být nazývány pýchou muzea: vykopávky z Turaevského pohřebního návrší (4.–5. století), Boľše-Tiganské proto-maďarské pohřební návrší, Boľše-Tarchanské raně-bulharské pohřební návrší, sbírky ze Sibiře, Střední Asie, severního Kavkazu, jakož i archeologických materiálů ze starověkého Řecka, Říma a Švýcarska. Mnohé materiály jsou skutečná umělecká díla, například íránský šálek ze silně glazované keramiky z Biläru, sbírky orientální slavnostní zbrojnice, atd. Archeologickým kulturám „Ananjinské“, „Pjanoborské“ a „Imenkovské“ dala název Imenkovská tvrz.
Pohřebišť imenkovské kultury v oblasti je k dispozici asi 100. Podstatnou část z nich prostudoval během archeologických vykopávek P. Starostin. O etnické příslušnosti imenkovských kmenů není mezi výzkumníky žádná shoda. Někteří je považovali za Turky, ostatní za Ugrofiny a druzí za Slovany. Tato skupina Turků, úzce propojená s Hunobulharskými Utigy (Utigurové), byli Buljaři (Bulhaři), kteří od 1. století žili v regionu středního Itilu. Založili zde Buljařský stát, který se také vyvinul do formy knížectví. Přes Itil (Volha) a Dolní Čulman (Kama) v Přiuralí se z Blízkého východu dostávalo stříbro, různé nádobí, zrcadla a mince. Zejména v Bulgaru byly nalezeny římské mince ze 3.–5. století. Vědci to vysvětlují jako důsledek obchodu se severními národy. Jako pohřební výzdoby oděvů byly předměty ze zlata a stříbra. Masivní zlatý přívěsek pravděpodobně představoval atribut vůdcovství.

## První vlna přemístění Bulharů
V průběhu doby, vstoupili Hunové (Asijští Hunové) do raně-bulharského etnosystému. Vlastní Bulhaři, a s nimi úzce související kmeny, po staletí patřili do hunského etnosystému. Tato okolnost významným způsobem ovlivnila historický osud Bulharů a vedla k výrazné rozmanitosti uvnitř starověkého Bulharského etnosystému. Existují nálezy, které poukazují na to, že blíže k polovině 1. tisíciletí zde pronikaly individuální turkofonní skupiny obyvatelstva. Imenkovská městečka byla v raném období využívaná Hunogury (Onogurové) jako hotová administrativní centra.
| Upozornění! Tabulka obsahuje verze textu se spornou a neprokázanou autenticitou! |
| --- |
| Indoevropská a Uralská teorie Íránci, Slované a Ugrofinové Známý historik z Baškortostánu Salavat Galljamov dokládá, že dávný rod Buljar (Belar, Biljar- Volžští Bulhaři ) pochází z Mitánu-Mujtenů. [ 8 ] [ 9 ] V oblasti Zeravšan , ve východním Íránu , a v oblastech „ Tabríz “ a „Oktamberdi“ dnes žijí potomci těchto starodávných Mídijců ( Médové – Mitán, Müjten), kteří se dělí na dva základní rody Bailari (Belari) a Parš ( Parthové ). [ 10 ] O původu rodových názvů Bailar a Parš svědčí historická pojednání Mitanů, zapsaná Tolstým ve „Drevnij Chorezm“ . [ 11 ] V minulosti byl mítánský národ rozbit vojsky Kýra II. Velikého ( 559 - 530 př. n. l. ). Protože však byli Mítáni dobrými rádci (ve válečných věcech a dalších), panovník je omilostnil a začal hledat, zda nezůstal některý z nich na živu. Nakonec nalezl pouze jednu Najmanskou těhotnou ženu, jejíž mrtvý manžel byl Mitan. Panovník ji přijal k sobě do paláce, kde porodila. Narodili se dva synové, jeden Bailar (Belar) a druhý Parš. Synové této ženy byli vychováni samotným panovníkem a jejich potomstvo vytvořilo rody Bailari (Belari) a Parsi. Rodový název Bailar (Belar) je blízké termínu Boil, který v raném bulharském státě označuje „vysokého státního činitele, vedoucího, poradce“. Na jiném místě rodový název Parš (Part) připomíná etnonym Paršua, Peršané. Tato legenda svědčí pravděpodobně o podmíněném dělení Íránců na dvě větve – Parše (Party, Persi) a Belari (Východoíránce, ze kterých jsou Protobulhaři). [ 12 ] [ 13 ] [ 11 ] V současnosti je však Galljamovova hypotéza považována za nevědeckou. [ 14 ] Fargat Nurutdinov ve svých dílech „ Bulgarskiĭ vopros “, „ Rodinovedenie “ a jiných, podporuje Slovansko-uralskou teorii původu Buljarů. [ 15 ] Džangi Ibn al-Kimaki ve „Popis zajímavosti Akbaša a Balyndžara“ (začátek 12. století) naznačuje, že Ulug-Bolgar (Velké Bulharsko, Altınoba ) byla založená džabguem Askipa [ pozn. 2 ] Kubanem-Bojanem (básník, sběratel eposu „Čulman tolgau“ ) roku 154 př. n. l. . [ 16 ] Epos vypovídá o tom že 72 Utigkých (Bulhaři), čili Oguzo - Turko - Sarmatských [ pozn. 3 ] kmenů žilo kolem Černého moře. Metropolemi Ulug-Bolgaru v různých časech byli Rudžhan (Velký Bolgar), Bolgar Balık, Starý a Nový Sundugači a As-Bandža ( Fanagorie ) . [ 16 ] Související informace naleznete také v článku Černí Bulhaři . Během období Sarmatské a Alanské dynastie byla Ulug-Bolgar až do příchodu 2. hunské dynastie zrušena, a poté kdy k moci přišel džabgu Bulümar (Balambér) opět obnovena. [ 16 ] Jeho vnuk Attila (434–453) rozšířil Hunju-subu ( Hunskou říši , 375–469) od Labe k Volze. Atilův syn Bel-Kermek (Irnik, Ernak ), v roce 475 obnovil Ulug-Bolgar pod názvem Ak Bulgar-jorty → Dům Bílých Bulgarů ( Ogurský chanát ). V důsledku vzájemného přátelského působení vytvořili smíšený buljarsko-slovanský etnos pod názvem „Bulgaro-Urusové“, ale všichni mluvili trok-bulharským jazykem a ochotně reagovali na jméno „Buljař-Bulgar“, které bylo více lahodící bohu Tangri a jeho Alpům. Stalo se, že v Baštu ( Kyjev ) vládli současně dva vládcové: buljarský chán a slovanský kníže [ pozn. 4 ] ( Kara Bulgar-jorty → Dům Černích Bulgarů ). [ 17 ] [ 16 ] Džangi Džhanyš píše, že „Bulgaro-Urusové“ si sobě říkali následovně: my jsme Buljaři (Bulhaři), a vy Tumaři (chomáč bažinné trávy). Další Bulharské kmeny ale ovlivnili Rusové : Erdimy na Radimiči , Agačery na Drevljany [ pozn. 5 ] , Bailak-Bulhary na Polany ( Sarmatismus ) a Čechy , Sabiry na Severjany , Barındžary na Berendejy , Kibja-Bulhary na vousaté a bezvousé Urusy [ 16 ] [ pozn. 6 ] Související informace naleznete také v článku Hunor a Magor . Dunajští Bulhaři z raného období se také kdysi nazývali „Belari“. Jedna široce známá maďarská legenda říká, že kníže Dulo z rodu Balar (Alani) měl dvě dcery. Náčelník hunského rodu Hungor (Hunor) se oženil s jednou z nich a druhou dceru si vzal náčelník maďarského rodu Madžar (Magor) . Tak se první dcera rodu Dulo s dětmi, které se narodily, stala matkou všech Hunů a druhá dcera se stala matkou všech Maďarů. Je důležité zdůraznit, že rod knížete Dula, tj. dunajských Bulharů, je nazván Belari, tak jsou označování i Volžští Bulhaři, což značí „bílí nebo stříbrní lidé“. [ 11 ] Altajská teorie Turkité Kama-Tarchán , jakožto šan-jü knížectví Altınoba , se stal také šan-jüem „Itilských Bulharů“ (Sarmatsko-Alanská dynastie) a podmanil si všechny sousedící árijské plemena a také Choty ( Kutrigurové ). Svůj stát přejmenoval na Atil , [ pozn. 7 ] . [ 17 ] Atilskému knížectví vládl třicet a jeho potomci tři sta let. [ 17 ] Asi roku 329 Hunogurové (Onogurové), pod vedením Agardžůvho (150–189) potomka Bulümara ( Balambér , 363–378) [ pozn. 8 ] [ pozn. 9 ] z kmene „Buljar“, nejprve hledali opěrný bod v oblastech Žety-su (Sedmiříčí). Avšak tuto oblast tehdy obývali jejich příbuzní Čujští Hunové . Když se jim to nepodařilo, opustili oblast Tarbagataje a migrovali dále na západ, až dorazili do Středního Povolží. Zde dcera chána Kama (Kama-Batir Madžar, Vund ), Turan Bika, uzavřela sňatek s najatým do bulharské služby hunským náčelníkem Bulümarem. Jeho původ a jméno je ze Střední Asie. Na počátku tohoto sňatku jej dcera chána Kama, Turan-Bika neměla ráda pro jeho mongoloidní vzhled. Ten však projevil vysoký státnický talent a diplomatické umění. Jakmile přijal státní odpovědnost od chána Kama, uskutečnil státní a společenskou reformu, reorganizoval vojenské síly a strategii. Přenesl hlavní město z míst na březích řeky Itil do míst na březích řeky Šir ( Dněpr ). [ 19 ] Tehdy, „Itilští Bulhaři“ uznali za svého panovníka Bulümara, a dali mu spravovat svůj stát Atil, který přejmenoval na Bakil nebo také Buljar . Na památku dlouholeté služby Hunských chánů, se začali nazývat rovněž „Buljar“... Své příbuzné, „Itilské Bulhary“, nazývali Hunogurové (Onogurové) „Buljar“ – „Bülär“, poté již však „Serbi“. Část Serbů se usadila mezi ugrofinskými národy , smísila se s nimi a vytvořila novou etnickou skupinu Bulharů, kterou Slované nazvali „Vedami“, poté „Horskými Čeremisy“, a později, pro ně slynuli název „ Čuvaši “. |

## Druhá vlna přemístění Bulharů
Mezi léty 551–555 byli Turkoavaři (Avaři, Žuan-žuané), k nimž patřili Uarůové a Chunové, poražení Ašınovskou dynastií Turků. Ve svých „Dějinách světa“, Theofylaktos Simokattés poznamenal, že Turkuti 
| „                                          | ...zotročovali Ogurský kmen, který byl jedním z nejmocnějších... a byli mistři v umění války... | “ |
| — Theofylaktos Simokattés - „Dějiny světa“ |                                                                                                 |   |

Již v roce 545 se část prchajících Turkoavarů v Mongolsku a Východním Turkestánu začala přesouvat na východ do Číny, a část, která žila ve 20. karavanech, na západ. Jednou z příčin útěku bylo, že se možná chtěli vyhnout turkucké nadvládě a v 558 dosáhli oblasti severního Kavkazu. Zde napadli Utigy (Utigurové), Burdžany, Onogury a jiné a porazili je. Jimi vytvořený Avarský kaganát zde existoval do poloviny 7., na západě pak do poloviny 9. století.
Jedno z pohřebišť Imenkovské kultury může být datováno do 6.–7. století, kdy turkucká armáda vedená Istemi-jabguem dorazila k břehu řeky Itil (Volha). Možná zde přebýval jeden z jejich vůdců. Kolem roku 570 upadli Utigové žijící u Kaspického moře do závislosti na Západoturkuckém kaganátu.

Abu-l-Faradž Ibn Harun (Bar Hebraeus, 13. století) popsal příběh o příchodu tří bratrů z „Imeonských hor“ (Hindúkuš a Pamír), v pozdním 6. století. 
| „              | ...ale ti Squtāyē (Skytové), tito dva další bratři, přišli k regionu Alan (Alanie), který se nazývá Bar Salia („Bersilia“ jehož města byla postavena Římany), což je Caspia (Derbent), kterou nazývají Bránou Turāyē (Brána Túránie). A Bulgarāyē (Sandilč nebo Zabergan) a Pugurāyē (Drogo), jejich obyvatelé byli najednou křesťané. A cizí lidé, kteří vládli nad danou oblasti byli nazýváni Kazarāyē (Chazaři), podle jména tohoto staršího bratra, který byl zván Kazarig. A tento lid vzrostl a rozšířil se v zahraničí... | “ |
| — Bar Hebraeus | |   |

V tomto případě by tři bratři mohli být Varové z Chórezmu (Kavkazští Avarové), které Turci podporovali proti pseudoavarským Hunům (Avaři, Žuan-žuané). Podle Sandilča byl Kazarig druhý syn Bel-Kermekův (Irnik, Ernak), avšak podle většiny historiků jím byl Utig.
Kolem roku 600 se spojením se dvěma hlavními bulharskými odnožemi – Kutrigurů a Utigurů do silné aliance, v Severním Kavkaze zviditelnil kmenový svaz Hunogurů (Onogurové), z nichž se odvozuje i národ Maďarska. Byli usazeni u severního povodí řeky Kufis (Kubáň), kde pod vedením Kubratova strýčka Bu-Jurgana (Bat Organa, Mocheto, Sibir, ) založili kmenový útvar pod názvem Onogurlarin Jorty (Patrie Onogurie). V rámci Západoturkuckého kaganátu začala jejich migrace z Patrie Onogurie a své centrum přestěhovali k Azak dengizi (Azovské moře). V roce 630 zpečetili svou nezávislost na Avarech a Turcích. Někdy v této době začali Utigurové znovu zvát sami sebe původním jménem Bulhaři. V roce 635 Kurbatova větev Bulharů založila státní útvar Onogurii (Magna Bulgaria, Velké Bulharsko). Jejich vládci byli potomci Hunobulharského klanu Dulo, pocházejícího z Asijských Hunů. Pozdnější maďarské kroniky dosud odkazují k zemím východních „Kazarigů“ v Patrií Onogurií, jako na Magna Hunuguria bezprostředně před mongolskou invazi.
Když se po smrti Kubrata, v polovině 7. století Onogurie rozpadala, na Blízkém Povolží se objevila část těchto hunobulharských kmenů (Protobulhaři), jež utekla před Chazary. Památky raného období jejich dějin se nacházejí jižně od současného území Tatarstánu. Na krátkou dobu se bäkleg stal vazalem Onogurie. Novou Volžsko Bulharskou říši (2. polovina 7. století-1238) zde vytvořil Kubratův syn chán Kotrag, jak za pomoci Hunobulharů, tak i jiných turkických kmenů (např.:. Chazarů). Jejich severními sousedy se stali Buljaři. Osvojení si levého břehu dolního toku Čulmanu Hunobulhary je třeba spojovat s druhou vlnou jejich přemístění. K této době se vztahuje část hrobů Tankejevského pohřebiště. Na konci 7. a začátku 8. století odešli Imenkové z historické scény, když zanechali území cizím hunobulharským kmenům. Roku 737 se do regionů středoitilské pánve, do bäklegu shromáždili zbytky národů z dagestánského ethnosystému Bulharů: Burdžané (Barsilové, Sabirové a Barındžarové) a jiné, prchající před Araby a Chazary. Nejčasnější Hunobulharské osady na území současného Bulgaru vznikly na přelomu 9.–10. století.
Podle Ahmada Ibn Fadlána (10. století), bylo Volžské Bulharsko počátkem 10. století kvetoucí zemí a Bulhaři z rodu Buljar-belar brali do zajetí turecké ženy. Například dcera panovníka Oguzů (v létech 750–940 pod nadvládou Chazarů), kteří žili ve stepi na hranici Volžského Bulharska, se stala zajatcem panovníka rodu Biljar – Almıša-chána. Ten pak po přijetí islámu přijal jméno Džağfar Ibn Abdullah (جعفر ابن عبدالله → Cäğfär bine Ğabdulla) (895/901, zemřel 925).
Založení hlavního města Biläru se datuje až na začátek 10. století. Mnohé osady nalezené v Bulgarském rajonu byly založeny v druhé polovině desátého století.
Na přelomu 10.–11. století nastaly velké změny. Bäkleg byl obsazen a pohlcen Volžským Bulharskem. Za vlády kyjevského knížete Svjatoslava (962–973), roku 965 došlo k dobytí a vyrabovaní Volžského Bulharska a také bäklegu Rusy ve spojenectví s Oguzy, jejichž říše se rozkládala od dolního Povolží po střední tok Syr-darje, a byla na vrcholu moci. Tím se snížila hodnota Itilu, jako hlavní dopravní stezky mezi severem a jihem. Obchodní stezka se stala nebezpečnou. V této souvislosti, jak předpokládají vědci, hlavní město bylo přestěhováno do více klidnější země v Biläru.

Vědec a historik Jakub Ibn Nugman a filozof Hamid al-Bulgari, žijící v 6. století, napsali knihu „Dějiny Bulharů“. Tato kniha se nezachovala, ale je zmiňována v cestopisech cestovatele Abu Hamida al-Farnatiho, který navštívil Volžské Bulharsko v letech 1135–1136 a píše v ní: 
| „                                         | ...jejich vědci se nazývají „balar“, proto se jejich země nazývá „Balar“, v arabizované formě – „Bulgar“... | “ |
| — Abu Hamid al-Farnati - „Dějiny Bulharů“ | |   |

Prakticky všechny Baškortské archeologické památky, a v oblasti je jich asi 300, obsahují umělecký materiál 11.-12. století. V tomto období zde byla zahájena intenzivní výstavba osad. Podle dostupnosti termínů „Suvar ile“ a „Biljar ile“ na epitafech 16. století lze předpokládat, že tyto administrativní celky se nazývaly „il'“, „ail“, „el“ (klan, kmen, stát, obec). V Tatarstánu se nacházejí i archeologické pozůstatky hlavních hunobulharských měst, takových jako Bilär (Biljar nebo Bülär), Bulgar (Bolgar), Săvаr (Suar nebo Suvar), Ošeľ (Üč-el), Kazaň, Kašan (Kušan), Cükätaw (Čükätav), Balimer, Tuxcın (Tukčin), Brjachimov (İbrachim), Tavile.
Tlak okolních sousedů sílil stále víc, zejména když se spojily kmeny Kypčaků s Kuny, kteří se sem přistehovali z Dálného východu. Jejich nájezdy, ohrožující tato území, přiměly většinu zdejších kmenů k útěku do různých okolních míst. Po dobytí Mongoly se přežívající populace očividně přestěhovala do okolních zemí, které nadále existovaly i v období Kypčackého chanátu (Zlatá horda).